# Commander (chanson)
Singles par Kelly Rowland
Everywhere You Go
(2010) Rose Colored Glasses
(2011)
Singles par David Guetta
Gettin' Over You
(2010) Club Can't Handle Me
(2010)
Commander est une chanson de Kelly Rowland.

## Formats et liste des pistes
| - Digital Download Main Version 1. "Commander" featuring David Guetta – 3:39 - U.S. Digital Mix – Universal Motown Store 1. "Commander" featuring David Guetta – 3:39 2. "Commander" featuring David Guetta (Extended Dance Mix) – 5:55 - Digital EP 1. "Commander" featuring David Guetta – 3:38 2. "Commander" (David Guetta Remix) – 5:47 3. "Commander" (Extended Dance Mix) – 5:55 4. "Commander" (Extended Instrumental) – 5:54 - Commander EP - UK Remixes 1. "Commander" (Rico Love Urban Remix) feat. Nelly – 4:09 2. "Commander" (Pitron & Sanna Remix) – 8:20 3. "Commander" (Redlight Remix) – 3:51 - CD Single 1. "Commander" (Radio Edit) – 3:38 2. "Commander" (David Guetta Remix) – 5:47 | - Digital Download Extended Dance Mix 1. "Commander" featuring David Guetta (Extended Dance Mix) – 5:55 - Commander US EP – The Remixes Part 1 (Masterbeat.com only) 1. "Commander" (David Guetta Extended Remix) – 5:55 2. "Commander" (David Guetta Instrumental) – 5:54 3. "Commander" (Radio Edit) – 3:38 4. "Commander" (Ralphi Rosario Bass & Treble Remix) – 8:07 5. "Commander" (Ralphi Rosario Club Remix) – 8:09 6. "Commander" (Ralphi Rosario Radio Edit) – 4:02 - Commander US EP – The Remixes Part 2 (Masterbeat.com only) 1. "Commander" (Rico Love Remix) – 4:09 2. "Commander" (Ralphi Rosario Remix) – 8:07 3. "Commander" (Chuckie & Neve Remix) – 5:23 4. "Commander" (Sidney Samson Remix) – 6:26 5. "Commander" (Pitron & Sanna Remix) – 8:20 6. "Commander" (Redlight Remix) – 3:51 |

## Classements et certifications
| Classement (2010)                           | Meilleure position |
| ------------------------------------------- | ------------------ |
| Australie (ARIA)                            | 61                 |
| Australie (ARIA Dance)                      | 11                 |
| Autriche (Ö3 Austria Top 40)                | 23                 |
| Belgique (Flandre Ultratip 100)             | 2                  |
| Belgique (Wallonie Ultratip 50)             | 2                  |
| Canada (Canadian Hot 100)                   | 55                 |
| République tchèque                          | 16                 |
| Danemark (Tracklisten)                      | 23                 |
| Europe (Hot 100)                            | 25                 |
| Finlande (Suomen virallinen lista)          | 20                 |
| France (SNEP)                               | 54                 |
| Allemagne (Media Control AG)                | 16                 |
| Hongrie (Rádiós Top 40)                     | 25                 |
| Irlande (IRMA)                              | 13                 |
| Pays-Bas (Nederlandse Top 40)               | 33                 |
| Nouvelle-Zélande (RMNZ)                     | 16                 |
| Norvège (VG-lista)                          | 19                 |
| Pologne (Dance Top 50)                      | 16                 |
| Écosse (OCC)                                | 10                 |
| Slovaquie (IFPI Rádio)                      | 2                  |
| Suède (Sverigetopplistan)                   | 26                 |
| Suisse (Schweizer Hitparade)                | 46                 |
| Royaume-Uni (UK Singles Chart)              | 9                  |
| Royaume-Uni (UK Dance Chart)                | 2                  |
| États-Unis (Billboard Hot Dance Club Songs) | 1                  |

| Classement (2010)                         | Position |
| ----------------------------------------- | -------- |
| Roumanie Romanian Top 100                 | 63       |
| États-Unis Dance/Electronic Digital Songs | 36       |
| États-Unis Hot Dance Club Songs           | 6        |

| Pays             | Organisme | Certification |
| ---------------- | --------- | ------------- |
| Nouvelle-Zélande | RIANZ     | Or            |

## Radio et disponibilité des formats

### Sortie radio
| Pays        | Date         | Format                         | référence |
| ----------- | ------------ | ------------------------------ | --------- |
| Royaume-Uni | 21 mai 2010  | Urban music                    | [ 36 ]    |
| Australie   | 24 mai 2010  | Mainstream                     | [ 37 ]    |
| Autriche    | 24 mai 2010  | Mainstream                     |           |
| Belgique    | 24 mai 2010  | Mainstream                     |           |
| Danemark    | 24 mai 2010  | Mainstream                     |           |
| France      | 24 mai 2010  | Mainstream                     | [ 38 ]    |
| Italie      | 24 mai 2010  | Mainstream                     | [ 39 ]    |
| Suisse      | 24 mai 2010  | Mainstream                     |           |
| Royaume-Uni | 27 mai 2010  | Mainstream                     | [ 40 ]    |
| Canada      | 7 juin 2010  | Adult Contemporary, Mainstream | [ 41 ]    |
| Allemagne   | 18 juin 2010 | Mainstream                     | [ 42 ]    |

### Date de sortie des formats
| Country     | Date            | Format †                         | Label            | Ref    |
| ----------- | --------------- | -------------------------------- | ---------------- | ------ |
| France      | 17 mai 2010     | Extended dance mix               | Barclay Records  | ,      |
| Irlande     | 17 mai 2010     | Extended dance mix, Main version | Universal Music  | ,      |
| Norvège     | 17 mai 2010     | Extended dance mix, Main version | Universal Music  | [ 47 ] |
| Royaume-Uni | 17 mai 2010     | Main version                     | Universal Island |        |
| Canada      | 18 mai 2010     | Extended dance mix, Main version | Universal Music  | ,      |
| France      | 18 mai 2010     | Main version                     | Barclay Records  | [ 50 ] |
| Royaume-Uni | 18 mai 2010     | Main version                     | Universal Island | [ 51 ] |
| États-Unis  | 18 mai 2010     | Extended dance mix, Main version | Universal Motown |        |
| États-Unis  | 21 mai 2010     | The remixes part 1               | Universal Motown | [ 5 ]  |
| Suisse      | 28 mai 2010     | Extended play                    | Universal Music  | [ 52 ] |
| Australie   | 4 juin 2010     | Extended play                    | Universal Music  | [ 2 ]  |
| Belgique    | 4 juin 2010     | Extended play                    | Universal Music  | [ 53 ] |
| Danemark    | 4 juin 2010     | Extended play                    | Universal Music  | [ 54 ] |
| France      | 4 juin 2010     | Extended play                    | Barclay Records  | [ 55 ] |
| Italie      | 4 juin 2010     | Extended play                    | Universal Music  | [ 56 ] |
| Pays-Bas    | 4 juin 2010     | Extended play                    | Universal Music  | [ 57 ] |
| Japon       | 23 juin 2010    | Main version                     | Universal Music  | [ 58 ] |
| Finlande    | 30 juin 2010    | Main version                     | Universal Music  | ,      |
| Royaume-Uni | 5 juillet 2010  | Remixes                          | Universal Island | [ 3 ]  |
| États-Unis  | 16 juillet 2010 | The remixes part 2               | Universal Motown | [ 6 ]  |
| Allemagne   | 23 juillet 2010 | Extended play                    | Universal Music  |        |
| Autriche    | 23 juillet 2010 | Extended play                    | Universal Music  | [ 61 ] |
| Allemagne   | 6 août 2010     | CD single                        | Universal Music  | [ 4 ]  |

- † All releases are via digital download unless otherwise stated.